# Lijst van Egyptische piramiden
Dit artikel bevat een lijst van Egyptische piramiden gesorteerd naar plaats op alfabetische volgorde.

## Abu Roash
Zeven kilometer ten zuiden van Gizeh ligt een onafgewerkte Piramide van Djedefre in Abu Roash. De piramide zou een breedte hebben gehad van 100 m. Nu zijn slechts de grondlagen zichtbaar.
| Naam van piramide               | Dynastie | Eigenaar | Breedte in meters | Hoogte in meters | Hoek in graden |
| ------------------------------- | -------- | -------- | ----------------- | ---------------- | -------------- |
| Lepsius Piramide Nr. 1          | 3e       | Onbekend |                   |                  |                |
| Piramide van Djedefre           | 4e       | Djedefre | 106,2             | 11,4             | 48 / 52        |
| Cultuspiramide van Djedefre     | 4e       | Djedefre | 10,5              | 2                |                |
| Koninginnepiramide van Djedefre | 4e       | Djedefre | 26                |                  |                |

## Aboesir
De piramiden van Aboesir behoren tot de koningen van de vijfde dynastie, er zijn ook nog twee piramiden waarvan de eigenaar onbekend is. De site van Aboesir bevat naast de piramiden ook nog twee zonnetempels.
| Naam van piramide                | Dynastie | Eigenaar      | Breedte in meters | Hoogte in meters | Hoek in graden |
| -------------------------------- | -------- | ------------- | ----------------- | ---------------- | -------------- |
| Lepsius Piramide Nr. 24          | Onbekend | Onbekend      | 52                |                  |                |
| Lepsius Piramide Nr. 25          | -        | Onbekend      |                   |                  |                |
| Piramide van Sahoere             | 5e       | Sahoere       | 78,5              | 48               | 50° 11'        |
| Cultuspiramide van Sahoere       | 5e       | Sahoere       | 15,7]             | 11,6]            | 56°]           |
| Piramide van Nioeserre           | 5e       | Nioeserre     | 81                | 51,5             | 51° 50'        |
| Piramide van Neferefre           | 5e       | Neferefre     | 65                | Incompleet       |                |
| Piramide van Chentkaoes II       | 5e       | Chentkaoes II | 25                | 72               | 52°            |
| Cultuspiramide van Chentkaoes II | 5e       | Chentkaoes II |                   |                  |                |
| Piramide van Sjepseskare         | 5e       | Sjepseskare   | Incompleet        | Incompleet       | Incompleet     |

## Dasjoer
De site van Dasjoer ligt slechts 10 km verwijderd van Saqqara en bevat piramiden van de vierde, twaalfde en dertiende dynastie.
| Naam van piramide           | Dynastie | Eigenaar              | Breedte in meters | Hoogte in meters | Hoek in graden |
| --------------------------- | -------- | --------------------- | ----------------- | ---------------- | -------------- |
| Rode piramide               | 4e       | Snofroe               | 220               | 104              | 53° 7'         |
| Knikpiramide                | 4e       | Snofroe               | 188,6             | 105              | 54° 27'        |
| Lepsius Piramide nr. 50     | 5e       | Menkaoehor            |                   |                  |                |
| Piramide van Amenemhat II   | 12e      | Amenemhat II          | 50                |                  |                |
| Zwarte Piramide             | 12e      | Amenemhat III / Hor I | 105               | 81,5             | 57° 15'        |
| Piramide van Senoeseret III | 12e      | Sesostris III         | 105               | 78,5             | 67° 18'        |
| Piramide H                  | 12e      | Onbekende prinses     |                   |                  |                |
| Piramide I                  | 12e      | Onbekende prinses     |                   |                  |                |
| Piramide J                  | 12e      | Koningin Oeret        |                   |                  |                |
| Piramide K                  | 12e      | Onbekende prinses     |                   |                  |                |
| Piramide L                  | 12e      | Onbekende prinses     |                   |                  |                |
| Piramide M                  | 12e      | Onbekende prinses     |                   |                  |                |
| Piramide N                  | 12e      | Onbekende prinses     |                   |                  |                |
| Piramide van Amenemhat IV   | 12e      | Amenemhat IV          |                   |                  |                |
| Piramide van Ameny Kemau    | 13e      | Ameni-Kemaw           | 50                |                  |                |

## Diverse plaatsen
Diverse plaatsen in Egypte met piramiden.
| Plaats              | Naam van piramide                | Dynastie | Eigenaar           | Breedte in meters | Hoogte in meters | Hoek in graden |
| ------------------- | -------------------------------- | -------- | ------------------ | ----------------- | ---------------- | -------------- |
| Abydos              | Piramide van Ahmose              | 18e      | Ahmose I           | 52,5              |                  | 60°            |
| Dara                | Piramide van Choei               | 8e       | Choei              | 130               | 20               |                |
| Dra Abu el-Naga     | Piramide van Kamose              | 17e      | Kamose of Ahmose   | 8                 |                  | 66°            |
| Dra Abu el-Naga     | Piramide van Tetisheri           | 18e      | Koningin Tetisheri |                   |                  | 60°            |
| Edfoe               | Piramide van Edfoe               | 3e       | Hoeni?             | 18,2              | 5,5              | 77°            |
| El-Kuhla            | Piramide van el-Kuhla            | 3e       | Hoeni?             | 18,2              | 8,25             | 77°            |
| Elephantine         | Piramide van Elephantine         | 3e       | Hoeni?             | 23,4              | 5,1              | 82° / 77°      |
| Mazghoenah          | Piramide van Amenemhat IV        | 12e      | Amenemhat IV       | 52.5              |                  |                |
| Mazghoenah          | Noordelijke piramide             | 12e      | Neferoesobek       |                   |                  |                |
| Meidoem             | Trappenpiramide van Snofroe      | 3e       | Hoeni              | 147               | 93,5             | 51° 50'        |
| Meidoem             | Cultuspiramide van Hoeni         | 3e       | Hoeni              |                   |                  |                |
| Naqada              | Piramide van Naqada              | 3e       | Hoeni?             | 18,2              | 14               | 80°            |
| Seila               | Piramide van Seila               | 4e       | Snofroe?           | 25                |                  | 76°            |
| Sinki               | Piramide van Sinki               | 3e       | Hoeni?             | 18,2              |                  | 80°            |
| Zawiyet el-Meiyitin | Piramide van Zawiyet el-Meiyitin | 3e       | Hoeni?             | 22,4              |                  | 80°            |
| Zawyet el'Aryan     | Trappenpiramide van Chabai       | 3e       | Chaba              | 84                | 40               | 68°            |
| Zawyet el'Aryan     | Piramide van Baka                | 4e       | Baka               | 200               | 180              |                |

## El-Lisjt
El-Lisht ligt tussen Saqqara en Meidoem en ongeveer 60 km ten zuiden van Caïro. Lisht was de necropool van de nieuwe hoofdstad Itjitaoei die tijdens de twaalfde dynastie was gesticht. De site bevat twee piramiden: deze van Amenemhat I en Senoeseret I.
| Naam van piramide         | Dynastie | Eigenaar            | Breedte in meters | Hoogte in meters | Hoek in graden |
| ------------------------- | -------- | ------------------- | ----------------- | ---------------- | -------------- |
| Piramide van Amenemhat I  | 12e      | Amenemhat I         | 78,5              | 55               | 54° 27'        |
| Piramide van Senoeseret I | 12e      | Sesostris I         | 105               | 61               | 49° 23'        |
| Piramide A                | 12e      | Sesostris I         | 15,75             | 15,75            | 63° 26'        |
| Piramide B                | 12e      | Koningin Neferu III | 21                | 18,9             | 62,5°          |
| Piramide C                | 12e      | Koningin Itaket I   | 16,8              | 16,8             | 63,6°          |
| Piramide D                | 12e      | Onbekend            | 16,8              | 16,8             | 63,25°         |
| Piramide E                | 12e      | Onbekend            | 16,8              |                  |                |
| Piramide F                | 12e      | Onbekend            | 16,27             | 16,27            | 63,9°          |
| Piramide G                | 12e      | Onbekend            | 15,75             |                  |                |
| Piramide H                | 12e      | Onbekend            | 15,75             |                  |                |
| Piramide I                | 12e      | Onbekend            | 15,75             |                  |                |
| Piramide J                | 12e      | Onbekend            | 15,75             |                  |                |

## Fajoem
In Fayum vinden we twee piramiden van de twaalfde dynastie. De ene staat in El-Lahun (Senoeseret II) en de andere in Hawara (Amenemhat III). Er bestaat daarnaast nog een derde in Seila, een kleine trappiramide, die waarschijnlijk uit de derde dynastie stamt.
| Naam van piramide               | Dynastie | Eigenaar      | Breedte in meters | Hoogte in meters | Hoek in graden |
| ------------------------------- | -------- | ------------- | ----------------- | ---------------- | -------------- |
| Piramide van Senoeseret II      | 12e      | Sesostris II  | 106               | 48               | 42° 35'        |
| Cultuspiramide van Sesostris II | 12e      | Sesostris II  |                   |                  |                |
| Piramide van Hawara             | 12e      | Amenemhat III | 100               | 58               | 48° 45'        |

## Gizeh
De bekendste piramiden zijn die van Gizeh vlak bij de Egyptische hoofdstad Caïro. Het complex wordt beheerst door de drie grote piramiden: van Cheops, Chefren en Mykerinos. Daarnaast zijn er nog enkele kleinere piramiden. Deze piramiden werden gebouwd tijdens de vierde dynastie (tussen ca. 2551 en 2472 v.Chr.) en zijn dankzij hun zeer stabiele constructie goed bewaard gebleven. De buitenste witte kalksteenlaag is in de loop der tijden grotendeels verdwenen doordat men het materiaal heeft gebruikt voor andere bouwwerken. Alle piramiden zijn reeds in de oudheid beroofd van hun inhoud.
| Naam van piramide      | Dynastie | Eigenaar                  | Breedte in meters | Hoogte in meters | Hoek in graden |
| ---------------------- | -------- | ------------------------- | ----------------- | ---------------- | -------------- |
| Piramide van Cheops    | 4e       | Choefoe                   | 230,4             | 138,75           | 51° 50'        |
| Piramide G1a           | 4e       | Koningin Hetepheres I     | 47                | 29               | 51° 50'        |
| Piramide G1b           | 4e       | Koningin Meritites I      | 48                | 29,5             | 51° 50'        |
| Piramide G1c           | 4e       | Koningin Henoetsen        | 46                |                  | 52° 40'        |
| Piramide G1d           | 4e       | Choefoe                   | 21,6              | 13,7             | 51° 50'        |
| Piramide van Chephren  | 4e       | Chafra                    | 215,6             | 136,4            | 50° 10'        |
| Piramide G2a           | 4e       | Chafra                    | 20,9              |                  | 53° 54'        |
| Piramide van Mykerinos | 4e       | Menkaura                  | 103,4             | 65,5             | 51° 20'        |
| Piramide G3a           | 4e       | Koningin Chamerernebti II | 44                | 28,4             | 52° 15'        |
| Piramide G3b           | 4e       | Onbekend                  | 31,2              |                  |                |
| Piramide G3c           | 4e       | Onbekend                  | 31,2              |                  |                |
| Piramide G8400         | 4e       | Koningin Chentkaoes I     | 70                | 17               | 74°            |

## Sakkara
In de necropolis van Saqqara bevindt zich de bekende trappenpiramide van Djoser. Er bevinden zich elf grote piramiden en een veelvoud van kleinere piramiden in de omgeving van Saqqara. De Piramide van Sekhemkeht en een ongeïdentificeerde piramide uit de dertiende dynastie zijn onvoltooid, dus nooit afgebouwd.
| Naam van piramide                     | Dynastie | Eigenaar                   | Breedte in meters | Hoogte in meters | Hoek in graden |
| ------------------------------------- | -------- | -------------------------- | ----------------- | ---------------- | -------------- |
| Trappenpiramide van Djoser            | 3e       | Djoser                     | 173               | 60               |                |
| Trappenpiramide van Sechemchet        | 3e       | Sechemchet                 | 120               | 70               |                |
| Mastabet el-Fara'un                   | 4e       | Sjepseskaf                 | 99,6              | 18,7             | 65°            |
| Piramide van onbekende koningin       | 5e?      | Onbekende koningin         | 41                | 21               | 62°            |
| Cultuspiramide van onbekende koningin | 5e?      | Onbekende koningin         | 4                 |                  |                |
| Piramide van Oeserkaf                 | 5e       | Oeserkaf                   | 73,5              | 49               | 53° 7'         |
| Piramide van Neferhetep               | 5e       | Koningin Neferhetep        | 26,15             | 17               | 52° 15'        |
| Cultuspiramide van Oeserkaf           | 5e       | Oeserkaf                   | 20,2              | 15               | 53°            |
| Piramide van Menkauhor                | 5e       | Menkaoehor                 | 68                |                  |                |
| Piramide van Djedkare-Isesi           | 5e       | Djedkare Isesi             | 78,5              | 52,2             | 53° 7'         |
| Piramide van Oenas                    | 5e       | Oenas                      | 57,5              | 43               | 56° 18'        |
| Cultuspiramide van Oenas              | 5e       | Oenas                      |                   |                  |                |
| Piramide van Teti                     | 6e       | Teti                       | 78,5              | 52,2             | 53° 7'         |
| Cultuspiramide van Teti               | 6e       | Teti                       |                   |                  |                |
| Piramide van Ipoet I                  | 6e       | Koningin Ipoet I           | 21                | 21               | 63°            |
| Piramide van Kaoeit                   | 6e       | Koningin Kaoeit            |                   |                  |                |
| Piramide van Pepi I                   | 6e       | Pepi I                     | 78,5              | 52,5             | 53° 7'         |
| Cultuspiramide van Pepi I             | 6e       | Pepi I                     |                   |                  |                |
| Piramide van Neboenet                 | 6e       | Koningin Neboenet          | 20,96             | 21               |                |
| Piramide van Inenek-inti              | 6e       | Koningin Inenek-Inti       |                   |                  |                |
| Piramide van Meritit                  | 6e       | Koningin Meritit           |                   |                  |                |
| Piramide van Anchensenpepi II         | 6e       | Koningin Anchensenpepi II  |                   |                  |                |
| Piramide van Hernetjerichet           | 6e       | Prins Hernetjerichet       |                   |                  |                |
| Piramide van Anchensenpepi III        | 6e       | Koningin Anchensenpepi III |                   |                  |                |
| Zuidelijke piramide                   | 6e       | Onbekend                   |                   |                  |                |
| Piramide van Merenre                  | 6e       | Merenre                    | 78,5              | 52,2             | 53° 7'         |
| Piramide van Pepi II                  | 6e       | Pepi II                    | 78,5              | 52,5             | 53° 7'         |
| Cultuspiramide van Pepi II            | 6e       | Pepi II                    |                   |                  |                |
| Piramide van Oedjebten                | 6e       | Koningin Oedjebten         |                   |                  |                |
| Piramide van Neith                    | 6e       | Koningin Neith             |                   |                  |                |
| Piramide van Ipoet II                 | 6e       | Koningin Ipoet II          |                   |                  |                |
| Piramide van Neferkare Neby           | 8e       | Neferkare-Neby             |                   |                  |                |
| Piramide van Merikara                 | 9e       | Merikara                   |                   |                  |                |
| Piramide van Qakare Ibi               | 9e       | Ibi I                      | 31,5              | 21               |                |
| Piramide van Chendjer                 | 13e      | Chendjer                   | 52,5              | 37,5             | 55°            |
| Piramide van onbekende koningin       | 13e      | Onbekende koningin         |                   |                  |                |
| Piramide van Ay I                     | 13e      | Ay I                       | 78,7              |                  |                |